# Norsbo
Norsbo är en småort i Aspeboda distrikt (Stora Kopparbergs socken) i Falu kommun i Dalarnas län, belägen sydväst om Falun, norr om sjön Liljan. År 1990 klassade SCB orten som småort. Därefter hade befolkningen inom den dåvarande småortens område sjunkit under 50 och orten upphörde att räknas som småort. Från 2015 avgränsar dock SCB här åter en småort. Bebyggelsen omfattar byarna Norsbo, Hinsnoret och Klippudden.